# Копчота
Копчота — река в России, протекает по территории Пуровского района Ямало-Ненецкого автономного округа. Начинается в озере на высоте 123,3 метра над уровнем моря. Течёт по заболоченной местности, в низовьях и среднем течении берега облесенные. Устье реки находится в 28 км по правому берегу реки Камчинъягун. Длина реки составляет 30 км.

## Данные водного реестра
По данным государственного водного реестра России относится к Нижнеобскому бассейновому округу, водохозяйственный участок реки — Пур, речной подбассейн реки — Подбассейн отсутствует. Речной бассейн реки — Пур.
По данным геоинформационной системы водохозяйственного районирования территории РФ, подготовленной Федеральным агентством водных ресурсов:
- Код водного объекта в государственном водном реестре — 15040000112115300054939
- Код по гидрологической изученности (ГИ) — 115305493
- Код бассейна — 15.04.00.001
- Номер тома по ГИ — 15
- Выпуск по ГИ — 3